# Cruz por Servicio Distinguido (Estados Unidos)
La Cruz por Servicio Distinguido (en inglés: Distinguished Service Cross (DSC)) es la segunda máxima condecoración del Ejército de los Estados Unidos, entregada por acciones de extraordinario heroísmo contra un enemigo, pero que no justifican la Medalla de Honor. La acción debe ser notable y entrañar un riesgo hacia la propia vida y ser realizada de manera individual. Es equivalente a la Cruz de la Armada y la Cruz de la Fuerza Aérea. 
La Cruz se diferencia de la Medalla por Servicio Distinguido del Ejército en que esta última se entrega en servicio meritorio excepcional en deberes de gran responsabilidad.

## Descripción
Es una cruz griega de bronce con un águila en el centro con las alas extendidas rodeada de una corona de laurel, a la cual está atada una cinta con el texto “Al Valor” ("For Valor"). En el reverso hay una corona con un espacio para grabar el nombre del receptor.
La cruz cuelga de un galón azul con franjas rojas y blancas a cada lado.
Si la Cruz se entrega en más ocasiones se indica mediante hojas de roble sobre el galón.

## Historia
La Cruz por Servicio Distinguido fue establecida el 2 de enero de 1918 por el presidente Woodrow Wilson. El general John J. Pershing, comandante en jefe de las fuerzas expedicionarias en Francia durante la Primera Guerra Mundial, recomendó que se autorizase una recompensa distinta a la Medalla de Honor para premiar actos de valor, de la misma manera que se hacía en Europa. La solicitud fue hecha por el Secretario de la Guerra al Presidente en una carta con fecha del 28 de diciembre de 1917. El Acta del Congreso en que se aprueba es del 9 de julio de 1918, y fue establecida por la Orden General n.º 6 del Departamento de Guerra, del 12 de enero de 1918.

## Condecorados notables
- Douglas MacArthur; general del Ejército durante la II Guerra Mundial en el Frente Pacífico
- George Patton: general del Ejército durante la II Guerra Mundial en el Frente Europeo.